# Idioscopus webbi
Idioscopus webbi es una especie de insecto hemíptero del género Idioscopus, familia Cicadellidae. Se ubica en la India. Fue descrito por primera vez en 1979 por Viraktamath.